# 庞涓
龐涓（前385年—前342年），活躍於戰國中期的魏國將軍。因妒賢迫害同仕魏國的同學孙膑，孙膑逃至齊國。前354年在桂陵之戰被孙膑俘虜，通過調停後釋放。前342年馬陵之戰與太子申一並敗於田盼，於此戰陣亡。

## 生平

### 妒害同僚
相传与孙膑同拜于隐士鬼谷子门下，龐涓在魏國被拜為將軍，引孫臏入魏國，向魏王推薦他，卻恐其賢於己，因而誣陷孫臏罪名，處以臏刑和黥刑，砍去了孫臏的双足，並在其臉上刺青，因為古時這樣的罪犯被士大夫所輕視，基本上不能任官。孫臏於是逃奔齊國，在齊國獲得田忌的賞識，擔任其軍師。

### 桂陵之战
魏惠王十六年（公元前354年），魏惠王使龐涓攻趙，龐涓圍攻邯鄲，趙求救於齊國。齊威王採納段干朋的建議，兵分兩路，一路齊軍攻擊魏國的襄陵，一路由田忌、孫臏援救。孫臏采用「围魏救赵」的战术，攻擊魏國首都大梁（今河南開封），迫使龐涓回防。齊兵在桂陵（今河南長垣）伏襲，大敗魏軍，龐涓被齊兵所俘，史稱桂陵之戰，而後魏惠王趕緊與韓國聯軍，反攻襄陵（今山西襄汾），是為襄陵之戰，齊兵失敗。齊國請楚国大将景舍调停，不久，魏惠王与趙成侯結盟，魏軍撤離邯鄲，最後齊國退兵，孫臏把龐涓釋放回魏國。

### 逢泽会盟
魏惠王二十四年（公元前346年），魏惠王在逢泽会盟诸侯，接着率领诸侯朝见周天子。但这遭到了韩国和齐、楚等大国的抵制，只有赵肃侯、秦国公子少官和泗上的一些小诸侯来参加。

### 马陵身死

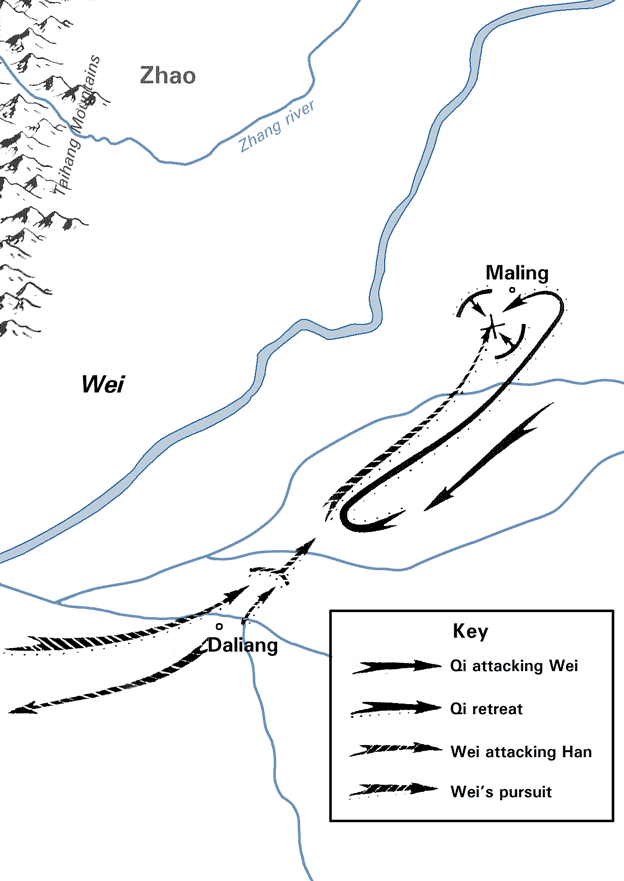
马陵之战示意图

魏惠王二十八年（公元前342年），魏惠王派穰疵攻打韓國，在梁赫打败了韩国的孔夜，史称“南梁之难”。韩国向齐国求救。齐威王向大臣们询问应当及早救韩还是推迟救韩。张丏认为如果晚救韩，韩国必将转而投靠魏国，不如早救韩；田忌则认为趁韩、魏之兵还未疲惫就出兵，等于代替韩军遭受魏军的攻击，反而会受制于韩，不如晚救韩等待魏军疲惫，韩国危在旦夕一定会求救于齐国，这样可以名利双收。齐威王十分赞同田忌的观点，秘密与韩国使者达成协议，但没有立即派出援军援助韩国。而韩国自恃有齐国的援助，与魏国作战接连五次战败，不得不求救于齐国。齐威王于是派田忌、田盼为主将，田婴为副将，孙膑为军师，率军援助韩国。
孙膑再次采用围魏救赵的战术，率军袭击魏国首都大梁。庞涓急忙从韩国撤回魏国，但齐军此时已向西进军。孙膑采用诱敌深入的战术，用「增兵减灶」之计，引诱魏军进入埋伏圈后加以歼灭：孙膑命令进入魏国境内的齐军第一天埋设十万个做饭的灶，第二天减为五万个，第三天减为三万个。庞涓行军三天查看齐军留下的灶后非常高兴，说：“我本来就知道齐军怯懦，进入魏国境内才三天，齐国士兵就已经逃跑了一大半。”于是丢下步兵，率精锐骑兵追击齐军。孙膑估算庞涓天黑能行进至马陵，马陵道路狭窄，两旁又多是峻隘险阻，孙膑于是命士兵砍去道旁大树的树皮，露出白木，在树上写上“庞涓死于此树之下”，然后命令一万名弓弩手埋伏在马陵道两旁，约定“天黑能在此处看到有火光就万箭齐发”。庞涓果然当晚赶到砍去树皮的大树下，见到白木上写着字，于是点火查看。字还没读完，齐军伏兵万箭齐发，魏军大乱。庞涓自知败局已定，于是拔剑自刎，临死前说道：“遂成竖子之名！”齐军乘胜追击，歼灭魏军10万人，俘斬魏国主将太子申。经此一战魏国元气大伤，从此每况愈下，而齐国则称霸东方，史稱馬陵之戰。

## 後世紀念

### 龐涓墓
今存龐涓墓，位于山东省淄博市淄川区将军路街道办事处将军头村东處。

### 文学形象
长篇历史小说《东周列国志》中，龐涓于第八十七回《说秦君卫鞅变法 辞鬼谷孙膑下山》中登场，與孫臏（原名孫賓）都是鬼谷子的弟子。庞涓急于下山出仕，孙宾为其送行，二人流泪而别。次日夜晚，鬼谷子将失传的《孙子兵法》交给孙宾习诵，三日后孙宾学成。庞涓出仕于魏国，在王错的推荐下担任魏国元帅，建立战功。墨翟游历至魏国时，向魏惠王推荐孙宾。魏惠王于是命庞涓写下书信，携带厚礼前往鬼谷迎接孙宾。鬼谷子推算出孙宾日后有劫难，于是让孙宾改名为孙膑。在第八十八回《孙膑佯狂脱祸 庞涓兵败桂陵》中，魏惠王想要试探孙膑的才能，命孙庞二人演练阵法。庞涓所布阵法，孙膑全部知晓并能破解。而孙膑布阵，庞涓却不知。庞涓于是私下询问孙膑，孙膑告知他后庞涓先行报告给魏惠王。魏惠王又问孙膑，得到相同的答案，于是认为二人才能不相上下。但庞涓深知孙膑才能远胜于自己，于是设计陷害孙膑私通齐国，将孙膑处以膑刑和黥刑，事后又假装好人，治愈照顾孙膑，诱骗他写出《孙子兵法》及注解。孙膑在侍从的告知下得知真相，用装疯卖傻的方法欺骗庞涓。在淳于髡和禽滑釐的帮助下，孙膑逃奔至齐国寄居于田忌门下，庞涓以为孙膑已经投井自杀，没有追查。魏惠王命庞涓攻打赵国，夺回中山，庞涓献策直接攻打邯郸来迫使赵国割地，魏惠王于是命庞涓率兵车五百进攻赵国。赵成侯将中山国故地献给齐国，请求齐国出兵援助。齐威王命田忌为将、孙膑为军师救援赵国。战场上田忌布下“颠倒八门阵”，在孙膑的指导下，庞涓破阵失败，损失两万人。庞涓得知孙膑未死，于是连夜撤兵，齐国取得桂陵之战的胜利。邹忌嫉妒田忌、孙膑的战功，又收受了庞涓的贿赂，于是派公孙阅陷害田忌，田忌于是交出兵权、孙膑也辞去军师一职来消除齐威王的怀疑。齐威王死后，齐宣王继位，得知田忌的冤情，将二人官复原职。其余记载与《史记》基本相同。
此外，明末清初的吴门啸客所著历史小说《孙庞斗志演义》，以《史记·孙子吴起列传》为蓝本，夹杂以历代说部、戏曲的演绎，中间穿插了不少神怪小说内容，使孙庞斗智的故事深入人心。

### 影視形象
楊麗花歌仔戲《孫臏下山》中，由楊麗花飾演孫臏，陳亞蘭飾演龐涓，闞水源則飾演鄭安平。
1988年上映的TVB电视剧《奇门鬼谷》中，龐涓由黄日华饰演。
1999年上映的长篇电视剧《东周列国战国篇》中，龐涓由李显刚饰演。
2000年上映的电视剧《孙子兵法与三十六计》中，龐涓由杨洪武饰演。
2011年上映的电影《战国》中，龐涓由吳鎮宇饰演。